# 考鲁阿·塔雷克
考鲁阿·塔雷克（英語：Koloa Talake，1934年6月7日—2008年5月26日），图瓦卢政治人物，第7任图瓦卢总理（2001年-2002年）。